# Armando Krieger
Armando Krieger (Buenos Aires, Argentina; 1940 Mérida, España; 2023) fue un pianista, compositor y director de orquesta argentino.
Estudió con algunos grandes compositores, incluyendo a Riccardo Malipiero, Luigi Dallapiccola, Oliver Messiaen, Aaron Copland,Herbert von Karajan, Bruno Maderna, y en particular con Alberto Ginastera, quien le comisionó de dirigir algunas de sus más importantes composiciones.
El Maestro Krieger fue designado director artístico del Teatro Colón de Buenos Aires, de la Ópera de Cámara de Buenos Aires, de la Orquesta de Tucumán, de la Orquesta de Mendoza (Argentina), de la Opera de Dijon (Francia), director de orquesta del Sodre de Montevideo (Uruguay), de la Filarmónica Marchigiana y de la Filarmónica de Italia.
Ha sido designado director de la Sociedad Interamericana de Compositores y presidente de la Richard Wagner Foundation de Roma.

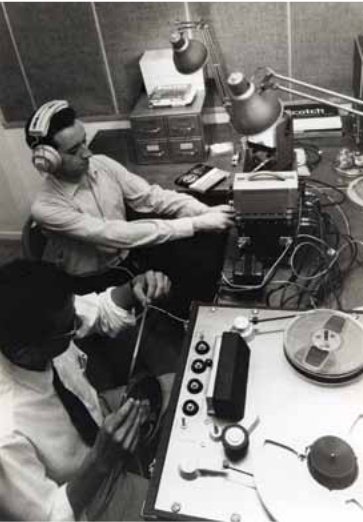
César Bolaños y Armando Krieger en el primer Laboratorio del CLAEM (1964).Fuente: Archivos Di Tella, Universidad Torcuato Di Tella.

## Formación
Su formación musical comienza en su hogar ya que su padre, José Krieger, era un pianista aficionado y un gran melómano que desde muy pequeño, inculcó a su hijo el amor por la música. Armando Krieger, comienza a tocar el piano a la edad de 4 años con una profesora de particular del barrio de San Cristóbal, dónde él vivía. Pronto destacó en el estudio de este instrumento y realizó su primer concierto a los 6 años de edad en la "Biblioteca Nacional para Ciegos" de Buenos Aires, tocando varias obras de Beethoven entre ellas "la Aurora" y "la pasionata" y la "séptima sonata de Sergei Prokofiev".
A los 12 años presenta sus composiciones al Maestro Alberto Ginastera, quien se interesa por las obras y por el talento del alumno. Ginastera lo toma como alumno predilecto y le enseña la enseña la técnica de la fuga y el contrapunto. A esta edad también toma los exámenes de piano libres del "Conservatorio Manuel de Falla" en Buenos Aires, donde el título de profesor de piano, solfeo y armonía. Su examen duró 8 horas en las que interpretó un vasto y duro repertorio que comprendía obras como "El Concierto Italiano de Bach", "La Patética de Beeethoven","Tercera Sonata de Chopin", etc. En esta época también ofrecía conciertos con sus propias obras, entre ellas la "Sonatina para Piano".
A los 20 años gana el premio del "Congreso por la Libertad de la Cultura", cuyo jurado estaba compuesto por Oliver Messiaen, Luigi Dallapiccola, Luigi Nono,  Bruno Maderna y Goffredo Petrassi. 
A los 21 años consigue la Beca de la Fundación Rockefeler y con ella prosigue sus estudios con los mejores compositores en la Universidad de Torucato Di Tella. Allí aprende técnicas pioneras de producción musical en laboratorio.